# Arrondissement de Sarrebruck (1816-1973)
Ne doit pas être confondu avec Arrondissement de Sarrebruck.
L'arrondissement de Sarrebruck est un arrondissement de la Sarre de 1816 à 1973.

## Géographie

### Arrondissements voisins
L'arrondissement est bordé en 1973 des arrondissements de Sarrelouis, Ottweiler et Saint-Ingbert (de), en commençant à l'ouest dans le sens des aiguilles d'une montre. Au sud, il est limitrophe de la ville de Sarrebruck, qui ne fait pas partie d'un arrondissement, et du département français de la Moselle.

## Histoire
Selon les dispositions du Congrès de Vienne, le comté de Sarrebruck est dissous en 1815 et attribué à la province prussienne de Rhénanie et ici au district de Trèves. n 1816, le comté de Sarrebruck donne naissance à l'arrondissement de Sarrebruck, qui coïncide presque avec le comté. En 1909, le chef-lieu de l'arrondissement Sarrebruck, devenu une grande ville, est détaché de l'arrondissement en tant qu'arrondissement urbain.
Après la Première Guerre mondiale, l'arrondissement de Sarrebruck est rattaché au Territoire du bassin de la Sarre. L'arrondissement existe jusqu'à la réforme territoriale de la Sarre, entrée en vigueur le 1er janvier 1974, et est ensuite presque entièrement transféré à la communauté de la ville de Sarrebruck. La commune de Rentrisch est rattachée à la ville de Saint-Ingbert dans l'arrondissement de Sarre-Palatinat.

## Évolution de la démographie
| Année | Habitants | Source |
| ----- | --------- | ------ |
| 1816  | 23 583    | [ 2 ]  |
| 1847  | 41.121    | [ 3 ]  |
| 1871  | 87 744    | [ 4 ]  |
| 1885  | 118 803   | [ 4 ]  |
| 1900  | 203 896   | [ 5 ]  |
| 1910  | 170 336   | [ 5 ]  |
| 1939  | 215.016   | [ 5 ]  |
| 1960  | 256 000   | [ 5 ]  |
| 1970  | 264 500   | [ 6 ]  |
| 1972  | 263 700   | [ 7 ]  |

## Politique

### Administrateurs de l'arrondissement
- 1816–183600Wilhelm Heinrich Dern (de)
- 1837–184800Friedrich Hesse (de)
- 1848–185500Franz Karl Rennen (de)
- 1855–187200Franz von Gaertner (de)
- 1871–187300Adolf Ulrich (de)
- 1873–188300Ludwig von Geldern (de)
- 1883–188500Hugo Samuel von Richthofen
- 1885–188800Maximilian von Voß (de)
- 1888–189100Eduard zur Nedden (de)
- 1891–189900Alfred von Bake
- 1899–190300Carl von Fidler
- 1903–190900Richard von Bötticher (de)
- 1909–191600Walther von Miquel
- 1916–191900Carl von Halfern
- 19200000000Günther van Endert (de)
- 1920–193700Friedrich Vogeler (de)
- 1937–194500Friedrich Kurth (de)
- 1945–195000Peter Michely (de)
- 1950–195600Peter Walter (de)
- 1956–196100Karl Barth (de)
- 1962–196700Leonhard Lorscheider (de)
- 1967–197300Walter Henn (de)

### Blason
Les administrateurs de l'arrondissement portent parfois un blason (jamais officiellement attribué) des princes de Nassau-Sarrebruck datant du XVIIIe siècle. Ces armoiries montrent dans l'écu central le lion d'or de Nassau et plus loin (en tournant dans le sens des aiguilles d'une montre, en commençant en haut à droite) : Le lion d'argent des comtes de Sarrebruck-Commercy, l'aigle bicéphale noir des comtes de Sarrewerden, la barre noire sur champ d'or des comtes de Moers-Sarrewerden, la croix de Saint-André d'or sur champ de sinople avec croix d'or des seigneurs de Merenberg (de), le lion noir sur champ d'or des seigneurs de Hombourg, la barre rouge d'or de la seigneurie de Lahr et les deux lions rouges des premiers comtes de Sarrebruck.

## Communes
Au 31 décembre 1973, l'arrondissement de Sarrebruck compte cinq villes et 46 communes :
- Altenkessel
- Auersmacher
- Bischmisheim
- Bliesransbach
- Brebach-Fechingen
- Bübingen
- Dorf
- Dudweiler, ville
- Eiweiler
- Emmersweiler
- Fischbach
- Friedrichsthal, ville
- Gersweiler
- Göttelborn
- Grande-Rosselle
- Güdingen
- Heusweiler
- Holz
- Karlsbrunn
- Klarenthal
- Kleinblittersdorf
- Köllerbach
- Kutzhof
- Lauterbach
- Ludweiler-Warndt
- Naßweiler
- Niedersalbach
- Obersalbach-Kurhof
- Püttlingen, ville
- Quierschied
- Rentrisch
- Riegelsberg
- Rilchingen-Hanweiler
- Sankt Nikolaus
- Schafbrücke
- Scheidt
- Sitterswald
- Sulzbach/Saar, ville
- Völklingen, ville
- Wahlschied
- Walpershofen

Au cours de son existence, les communes suivantes ont également appartenu à l'arrondissement :
- Berschweiler, le 1er octobre 1936 à Heusweiler
- Bietschied, le 1er octobre 1936 à Heusweiler
- Brebach, le 1er janvier 1959 à Brebach-Fechingen
- Burbach, 1874 à Malstatt-Burbach
- Dilsburg, le 1er octobre 1936 à Heusweiler
- Engelfangen, le 1er avril 1933 à Koellerbach
- Etzenhofen, le 1er avril 1933 à Koellerbach
- Fechingen, le 1er janvier 1959 à Brebach-Fechingen
- Fürstenhausen, le 1er avril 1937 à Völklingen
- Geislautern, le 1er avril 1937 à Völklingen
- Guchenbach, le 1er avril 1939 à Riegelsberg
- Hellenhausen, le 1er octobre 1936 à Eiweiler
- Herchenbach, le 1er avril 1933 à Koellerbach
- Hilschbach, le 1er avril 1939 à Riegelsberg
- Hirtel, le 1er octobre 1936 à Heusweiler
- Kirschhof, le 1er octobre 1936 à Eiweiler
- Kölln, le 1er avril 1933 à Koellerbach
- Krughütte, dans les années 1920 à Klarenthal
- Kurhof, le 1er octobre 1936 à Salbach
- Lummerschied, le 1er octobre 1936 à Kutzhof
- Malstatt, 1874 à Malstatt-Burbach
- Malstatt-Burbach, ville, le 1er avril 1909 à Sarrebruck
- Neuweiler, 1876 à Sulzbach/Sarre
- Numborn, le 1er octobre 1936 à Kutzhof
- Obersalbach, le 1er octobre 1936 à Salbach
- Rittenhofen, le 1er avril 1933 à Koellerbach
- Rittershof, le 1er octobre 1936 à Heusweiler
- Rußhütte, 1874 à Malstatt-Burbach
- Sarrebruck, le 1er avril 1909 devient indépendant d'un arrondissement
- Salbach, le 1er janvier 1958
- Sankt Arnual, 1897 à Sarrebruck
- Saint-Jean, ville, le 1er avril 1909 à Sarrebruck
- Sellerbach, le 1er avril 1933 à Koellerbach
- Überhofen, le 1er avril 1939 à Riegelsberg
- Wehrden, le 1er avril 1937 à Völklingen